# Harry E. Lang
Harry Edward Lang (29 de diciembre de 1894 - 3 de agosto de 1953) fue un actor y actor de doblaje estadounidense que apareció en The Cisco Kid. Es conocido por trabajar en el estudio de dibujos animados Metro-Goldwyn-Mayer.

## Biografía
Harry Lang nació el 29 de diciembre de 1894 en la ciudad de Nueva York. Hizo su debut cinematográfico en el corto de Vitaphone de 1929, ¿Quién es quién?, en el que él y su compañera Bernice Haley interpretaron una versión temprana de Who's on First?.
Proporcionó efectos vocales para Tom en los dibujos animados de Tom y Jerry de 1940 a 1943 y ocasionalmente hizo la voz de Tom de 1944 a 1953.
En 1946 fue elegido como Pancho en la serie de radio The Cisco Kid, junto a Jack Mather en el papel principal.

## Muerte
En 1953 se enfermó de problemas cardíacos y se vio obligado a dejar The Cisco Kid. Después de un breve regreso al programa, murió de un ataque al corazón el 3 de agosto de 1953 en Hollywood (California). Mel Blanc lo reemplazó como Pancho hasta que la serie terminó en 1956.

## Filmografía

### Película
| Año  | Título                                                | Papel | Notas                               | Ref (s). |
| ---- | ----------------------------------------------------- | --- | ----------------------------------- | -------- |
| 1929 | ¿Quien es quien?                                      | Intérprete de la parodia | Sin acreditar                       |          |
| 1936 | Lave su paso                                          | |                                     |          |
| 1938 | There Goes My Heart                                   | Vendedor de periódicos | Sin acreditar                       |          |
| 1939 | Bad Boy                                               | Vanetti | Sin acreditar                       |          |
| 1939 | G-Men de Dick Tracy                                   | Barossa | Sin acreditar                       |          |
| 1939 | Rio                                                   | Conductor de taxi | Sin acreditar                       |          |
| 1940 | Puss Gets the Boot                                    | Tom el gato | Voz, sin acreditar                  |          |
| 1941 | El ganso va al sur                                    | Varios | Voz, sin acreditar                  |          |
| 1941 | The Alley Cat                                         | Butch ,Toodles Galore , Mayordomo | Voz, sin acreditar                  |          |
| 1941 | The Midnight Snack                                    | Gato tom | Voz, sin acreditar                  |          |
| 1941 | Canta para tu cena                                    | Músico | Sin acreditar                       |          |
| 1941 | La noche antes de navidad                             | Gato tom | Voz, sin acreditar                  |          |
| 1942 | gato tímido                                           | Gato tom | Voz, sin acreditar                  |          |
| 1942 | Puss 'n' Toots                                        | Gato tom | Voz, sin acreditar                  |          |
| 1942 | Chips del Old Block                                   | Marimacho | Voz, sin acreditar                  |          |
| 1942 | El canario crédulo                                    | Canario | Voz, sin acreditar                  |          |
| 1942 | Buen amigo emplumado                                  | Gato tom | Voz, sin acreditar                  |          |
| 1942 | Gatos sufriendo                                       | Tom Cat, Cabeza de carne | Voz, sin acreditar                  |          |
| 1942 | El gato del millón de dólares                         | Tom Cat (gritos emocionados),Jerry Mouse(gritos emocionados) | Grabación de archivo, sin acreditar |          |
| 1943 | Amablemente Scram                                     | Igor Puzzlewitz | Voz, sin acreditar                  |          |
| 1944 | El hombre más grande de Siam                          | King Size, El hombre más inteligente de Siam, el hombre de la junta de reclutamiento, el hombre más rico de Siam, el hombre más rápido de Siam, el hombre más caliente de Siam, voces adicionales | Voz, sin acreditar                  |          |
| 1944 | Ladrido vertiginoso                                   | Igor Puzzlewitz | Voz, sin acreditar                  |          |
| 1944 | Sr. Fore por Fore                                     | Igor Puzzlewitz | Voz, sin acreditar                  |          |
| 1944 | El caso del obispo que grita                          | Dr. Gotsum, Música de Silly Farm | Voz, sin acreditar                  |          |
| 1944 | Mientras la mosca vuela                               | Igor Puzzlewitz | Voz, sin acreditar                  |          |
| 1944 | Problema de ratón                                     | Gato tom | Voz, sin acreditar                  |          |
| 1945 | Ratón en Manhattan                                    | Gato callejero | Voz, sin acreditar                  |          |
| 1945 | Espinillas de pato                                    | Leslie J. Clark | Voz, sin acreditar                  |          |
| 1945 | Baloney falso                                         | Voces adicionales | Voz, sin acreditar                  |          |
| 1945 | Capitán Remolcador Annie                              | Hombre | Sin acreditar                       |          |
| 1945 | Hablando de animales: de la A al zoológico            | Hipopótamo | Voz, sin acreditar                  |          |
| 1946 | Primavera para Thomas                                 | Tom Cat (gritos felices), Jerry Mouse (gritos felices) | Grabación de archivo, sin acreditar |          |
| 1946 | El vagabundo lechoso                                  | Tom Cat (algunos gritos) | Voz, sin acreditar                  |          |
| 1947 | Pal a tiempo parcial                                  | Gato tom | Voz, sin acreditar                  |          |
| 1947 | Woody el asesino de gigantes                          | Castor bucky | Voz, sin acreditar                  |          |
| 1947 | Por el desagüe                                        | Gato | Voz, sin acreditar                  |          |
| 1947 | Hablando de animales: ¿no es la naturaleza grandiosa? | Conejo | Voz, sin acreditar                  |          |
| 1948 | Pequeño 'Tinker                                       | Conejo viejo (sonidos de gritos) | Grabación de archivo, sin acreditar |          |
| 1948 | El gato que odiaba a la gente                         | Gato (chillidos) | Voz, sin acreditar                  |          |
| 1949 | Mala suerte blackie                                   | Gatito | Voz, sin acreditar                  |          |
| 1950 | Una dama sin pasaporte                                | Empleado | Sin acreditar                       |          |
| 1951 | Soldados tres                                         | Tendero | Sin acreditar                       |          |
| 1952 | Caballero Droopy                                      | Diablo | Grabación de archivo, sin acreditar |          |
| 1953 | El ratón perdido                                      | Gato tom | Grabación de archivo, sin acreditar |          |
| 1953 | Abbott y Costello van a Marte                         | Camarero francés | Sin acreditar                       |          |
| 1953 | La espada dorada                                      | Mago | Sin acreditar                       |          |
| 1953 | Dos indios                                            | Gorra de Tom's Coonskin | Voz, sin acreditar                  |          |
| 1953 | Los tres cachorros                                    | Marioneta de gato | Grabación de archivo, sin acreditar |          |

### Radio
| Año       | Título        | Papel  |
| --------- | ------------- | ------ |
| 1946-1953 | The Cisco Kid | Pancho |